# Little Hunting Creek
Il Little Hunting Creek è un fiume di 5,8 km di lunghezza tributario del fiume Potomac, nella Contea di Fairfax, in Virginia, negli Stati Uniti. Non è da confondere con l'Hunting Creek a nord. Un ponte arcuato in pietra, completato nel 1931,
gestisce il traffico verso il George Washington Memorial Parkway attraversando la sua foce, collocata a 155 km più a nord presso quella del fiume Potomac.
La famiglia Washington costruì la propria residenza di Mount Vernon tra le rive dei fiumi Potomac e Little Hunting Creek in epoca coloniale.
Attualmente il fiume è popolare per gli appassionati di pesca e per la fauna caratteristica delle aree paludose attorno al fiume Potomac.

## Storia

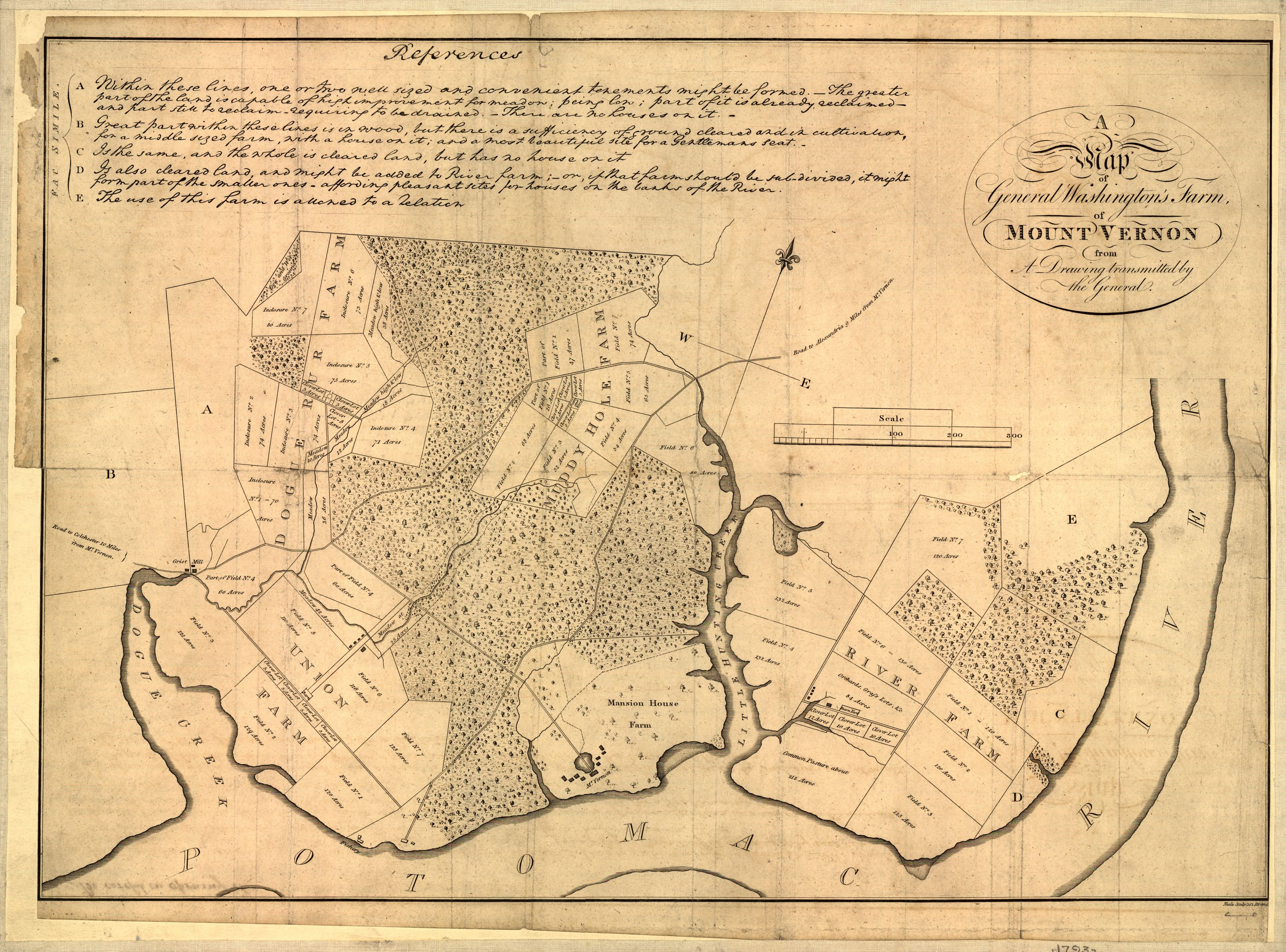
Mappa di epoca coloniale delle proprietà di George Washington attorno al Little Hunting Creek, tra cui la residenza di Mount Vernon.

Al tempo delle prime esplorazioni della Virginia da parte di John Smith all'inizio del XVII secolo, Little Hunting Creek era il sito di un insediamento indiano della tribù dei Doeg.
Successivamente questa terra passò nelle mani di John Washington, bisnonno di George Washington. Successivamente vi venne eretta la residenza di Mount Vernon.
Nel 1765, quando la parrocchia di Fairfax venne ricavata dall'esistente parrocchia di Truro, Little Hunting Creek segnava il confine sudest tra le due entità.
Nel 1929 venne progettato un ponte come parte della Mount Vernon Memorial Highway, completato poi nel 1931. Il ponte è oggi parte dell'autostrada locale che però non ha intaccato l'area del fiume in quanto in quel punto il suolo è estremamente instabile.
Dagli anni '60 del Novecento, su ambo le rive del fiume, iniziarono ad essere realizzati i primi insediamenti abitativi.

## Il corso d'acqua
Il corso d'acqua di Little Hunting Creek inizia a Huntley Meadows Park presso la parte ovest della U.S. Route 1,
a 4,8 km dal fiume Potomac. Il fiume è servito da tre tributari maggiori. Il "South Branch" (conosciuto in epoca coloniale col nome di Carney's Gut, dal proprietario terriero locale) si trova a sudest. Il "North Branch" si trova invece a nordest a circa 2,5 km dal fiume Potomac. Il "Paul Spring Branch" si trova invece a 2,5 km dal "North Branch".

## La fauna

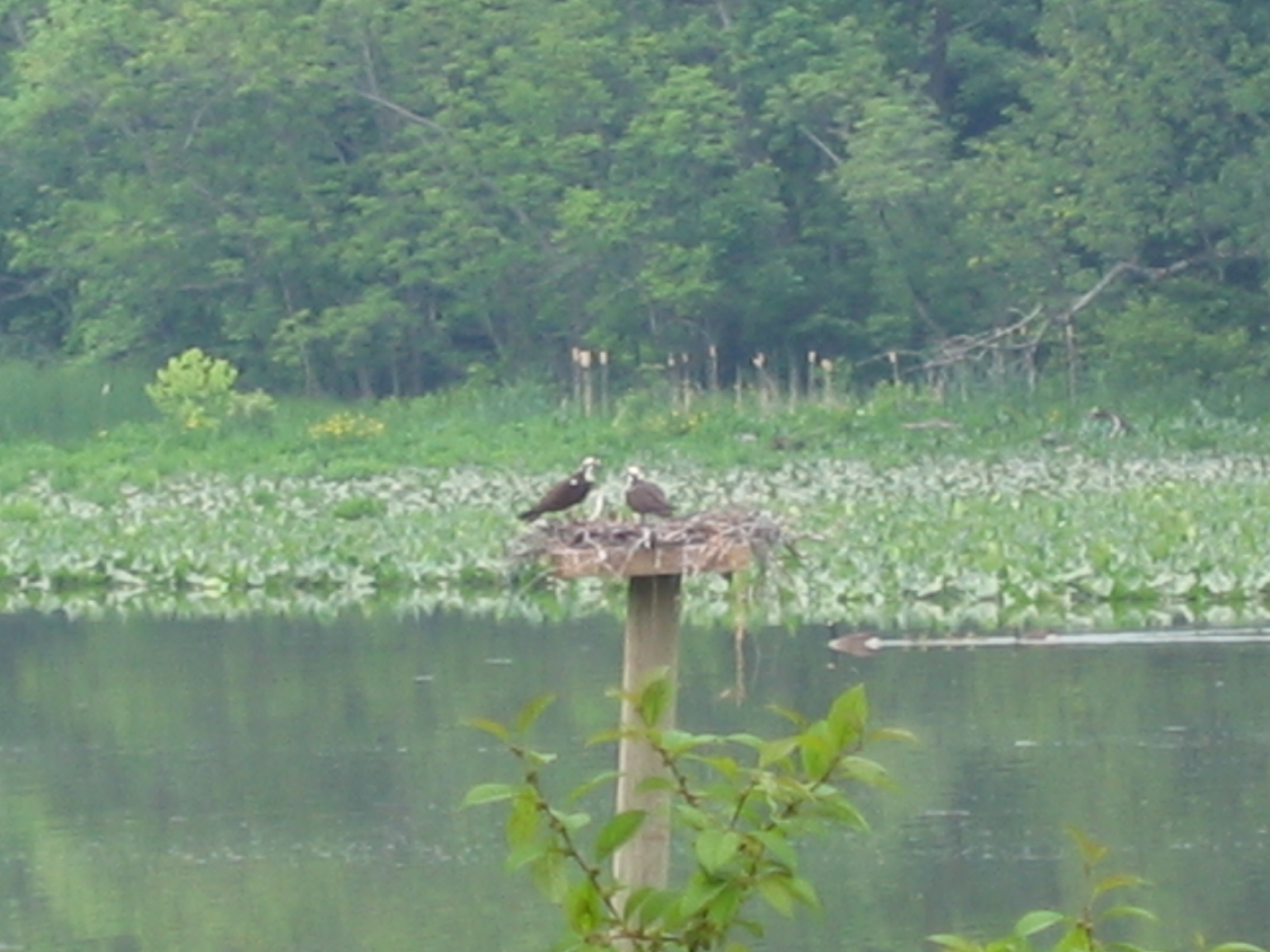
Falchi pescatori e oche canadesi presso il Little Hunting Creek

Il Little Hunting Creek è sede di una variegata presenza di fauna selvatica. Uccelli migratori come le oche del Canada, aironi azzurri maggiori, aironi bianchi maggiori e germani reali sono avvistati regolarmente lungo il suo corso. I falchi pescatori vengono in quest'area per nidificare, spesso sulle aree più alte della zona. Esemplari di aquila calva sono stati avvistati nell'area. Per quanto riguarda i mammiferi, vi sono topi muschiati e occasionalmente dei castori, oltre a esemplari di marmotta americana e volpi nei boschi presso il fiume. Pesci come il pesce gatto, la carpa, il pesce persico ed il persico trota si trovano nelle acque del fiume.
Nel 2004 il Little Hunting Creek è divenuto uno dei siti principali per la caccia al testa di serpente del nord, un pesce divenuto specie invasiva nell'area del Potomac.

## Attività collaterali
Il Little Hunting Creek è ancora oggi navigabile con canoe o kayak sino a risalire il North Branch, a seconda delle altezze del fiume. Molti proprietari di case presso il fiume hanno dei loro porticcioli attraverso i quali possono facilmente raggiungere poi il fiume Potomac.
Il fiume è un'eccellente postazione per la pesca.